# ایزی مو بی
اوستن هاروی جونیور (به انگلیسی: Osten Harvey Jr.) (متولد ۸ دسامبر ۱۹۶۵)، کع بیشتر با نام هنری خود ایزی موبی (به انگلیسی: Easy Mo Bee) شناخته می‌شود، یک تهیه‌کننده موسیقی هیپ هاپ و آراندبی است، که به خاطر کارهای تولیدی خود برای هنرمندانی مانند Big Daddy Kane و مایلز دیویس و همچنین وابستگی او به Bad Boy Records در سالهای اولیه و مشارکت شدید در تولید در اولین آلبوم نوتوریوس بی.آی.جی مشهور است. همچنین ویآماده برای مردن وی همچنین دو ترک در آلبوم من در برابر دنیا توپاک شکور ساخت.

## زندگی‌نامه

### آغاز کار
مو بی پس از شنیدن موسیقی توسط Ced Gee از اعضای Ultramagnetic MCs و Marley Marl، تهیه‌کننده آهنگ‌های اولیه هیپ هاپ برای افرادی مانند Juice Crew و ال ال کول جی شروع به تهیه‌کنندگی کرد. اولین جایگاه تولید او در آلبوم بزرگ Big Daddy Kane , It's a Big Daddy Thing بود، پس از آن به او دعوت شد تا با یک هنرمند دیگر Cold Chillin 'Records , The Genius همکاری کند - نام مستعار اولیه فعلی - شرکت وو-تنگ کلن بنیانگذار GZA. Mo Bee اکثر آلبوم ابتدایی خواننده رپ، Words From the Genius را تهیه کرد و همچنین "Sexcapades" را تولید کرد، آهنگی که در قسمت B اولین تک آهنگ بنیانگذار وو تانگ رزا , " Ooh " وجود دارد. I Love You Rakeem ”، که رپ / تهیه‌کننده آن را با نام مستعار Prince Rakeem منتشر کرد. در همان زمان، مو بی گروهی را با دوستان همسایه خود AB Money و JR داشت به نام Rappin 'Is Fundamental. این سه در سال ۱۹۹۱ فقط یک آلبوم از ای-اند-ام رکوردز: The Doo-Hop Legacy. مایلز دیویس ، پیشگام موسیقی جاز، برای کمک به فیوز جاز و هیپ هاپ به تهیه‌کننده جوان مراجعه کرد. این جلسات آخرین آلبوم استودیویی وی، Doo-Bop 1992 است. این پروژه پس از مرگ دیویس در طی مراحل ضبط، پس از مرگ منتشر شد و پروژه را ناتمام گذاشت، و نظرات متفاوتی را به همراه داشت.